# Karel van Berlaymont
Karel van Berlaymont, vernederlandste naam van Charles de Berlaymont, (Namen, 1510 - aldaar, 1578) was een vooraanstaand edelman in de Zuidelijke Nederlanden. Hij was raadsman van landvoogdes Margaretha van Parma, die de Nederlanden op regionaal niveau bestuurde in naam van koning Fiips II. Tijdens de beginjaren van de Tachtigjarige Oorlog was hij overwegend koningsgezind.

## Biografie
Karel van Berlaymont was de zoon van Michiel van Berlaymont en Maria van Berault. Hij was baron van Hierges, Perwez, Beauraing en heer van Floyon, Haultepenne enz.
In 1553 werd hij stadhouder van Namen. Verder was hij erfschenker van Henegouwen, ridder in de Orde van het Gulden Vlies (1556), opperjachtmeester van Brabant, Vlaanderen en Namen, lid van de Raad van State, voorzitter van de Raad van Financiën en soeverein-baljuw van het graafschap Namen. In 1567 werd hij lid van de gevreesde Raad van Beroerten. In 1574 werd Berlaymont verheven tot graafschap. In 1577 was hij een der ondertekenaars van de Unie van Brussel, maar vrijwel onmiddellijk daarna trok hij zijn steunbetuiging in.
Berlaymont is vooral bekend vanwege een uitspraak die leidde tot het ontstaan van de naam Geuzen. In 1566 overhandigde het Eedverbond der Edelen een smeekschrift aan landvoogdes Margaretha van Parma, teneinde de vervolging van de protestanten te doen staken. Op haar vraag aan Karel van Berlaymont wie deze mensen waren, zou hij geantwoord hebben: Wees niet bang mevrouw, het zijn slechts bedelaars ('des gueux'), waarop de opstandelingen het pejoratief 'geuzen' aannamen als eretitel (zie ook: geuzennaam). Moderne historici achten het weinig waarschijnlijk dat hij dit echt over zijn standgenoten zou hebben gezegd.

## Huwelijk
Karel van Berlaymont was gehuwd met Adriana de Ligne Barbançon.
Ze kregen acht kinderen:
- Gilles van Berlaymont (circa 1540 - 1579)
- Lodewijk van Berlaymont (1542 - 1596)
- Florent van Berlaymont (circa 1550 - 1626)
- Claudius van Berlaymont (1550 - 1587)
- Lancelot van Berlaymont (?)
- Yolanda van Berlaymont (1560 - ?)
- Adriana van Berlaymont (? - 1582), echtgenote van Jan van Brandenburg
- Maria van Berlaymont (?)

## Voorouders
| Voorouders van Gilles van Berlaymont | Voorouders van Gilles van Berlaymont                           | Voorouders van Gilles van Berlaymont                           | Voorouders van Gilles van Berlaymont                           | Voorouders van Gilles van Berlaymont                           | Voorouders van Gilles van Berlaymont                          | Voorouders van Gilles van Berlaymont                          | Voorouders van Gilles van Berlaymont                          | Voorouders van Gilles van Berlaymont                          |
| ------------------------------------ | -------------------------------------------------------------- | -------------------------------------------------------------- | -------------------------------------------------------------- | -------------------------------------------------------------- | ------------------------------------------------------------- | ------------------------------------------------------------- | ------------------------------------------------------------- | ------------------------------------------------------------- |
| Overgrootouders                      | Gilles II van Berlaymont (-) ∞ Margaretha van Waveren (-)      | Gilles II van Berlaymont (-) ∞ Margaretha van Waveren (-)      | Bernard II d'Orley (-) ∞ Isabeau Corsselaar van Witthem (-)    | Bernard II d'Orley (-) ∞ Isabeau Corsselaar van Witthem (-)    | Johan van Barrault (1400-1445) ∞ Johanna van Beaumont (-)     | Johan van Barrault (1400-1445) ∞ Johanna van Beaumont (-)     | Steven van Premilhac (-) ∞ ? (-)                              | Steven van Premilhac (-) ∞ ? (-)                              |
| Grootouders                          | Michiel I van Berlaymont (1437-1483) ∞ 1462 Joanna d'Orley (-) | Michiel I van Berlaymont (1437-1483) ∞ 1462 Joanna d'Orley (-) | Michiel I van Berlaymont (1437-1483) ∞ 1462 Joanna d'Orley (-) | Michiel I van Berlaymont (1437-1483) ∞ 1462 Joanna d'Orley (-) | Willem van Berault (1430-1485) ∞ Margaretha van Premilhac (-) | Willem van Berault (1430-1485) ∞ Margaretha van Premilhac (-) | Willem van Berault (1430-1485) ∞ Margaretha van Premilhac (-) | Willem van Berault (1430-1485) ∞ Margaretha van Premilhac (-) |
| Ouders                               | Michiel II van Berlaymont (-1516) ∞ Maria van Berault (-)      | Michiel II van Berlaymont (-1516) ∞ Maria van Berault (-)      | Michiel II van Berlaymont (-1516) ∞ Maria van Berault (-)      | Michiel II van Berlaymont (-1516) ∞ Maria van Berault (-)      | Michiel II van Berlaymont (-1516) ∞ Maria van Berault (-)     | Michiel II van Berlaymont (-1516) ∞ Maria van Berault (-)     | Michiel II van Berlaymont (-1516) ∞ Maria van Berault (-)     | Michiel II van Berlaymont (-1516) ∞ Maria van Berault (-)     |
| Karel van Berlaymont (1510-1578)     |                                                                |                                                                |                                                                |                                                                |                                                               |                                                               |                                                               |                                                               |